# Bel-Air (Kalifornia)
Bel-Air (vagy Bel Air) egy lakónegyed Los Angeles nyugati részén, Kaliforniában, a Santa Monica-hegység lábánál. 1923-ban alapították, a Hannah Carter Japánkert és az Amerikai Zsidó Egyetem otthona.

## Története
A közösséget 1923-ban alapította Alphonzo Bell. Bell tulajdonában volt egy farm Santa Fe Springsben, ahol olajat találtak. Ezt követően vett egy telket a mai Bel Air Road-on. A város tervezését Mark Daniels végezte. Ő építette a Bel-Air Bay Club-ot és a Bel-Air Country Club-ot is. A felesége választotta az utcák olasz nevét és alapította 1931-ben a Bel-Air Garden Club-ot.
Holmby Hillsszel és Beverly Hillsszel együtt, Bel Air Los Angeles szomszédságainak platina háromszöge.
1961. november 6-án kigyulladt a közösség és 484 otthont elpusztított a tűz. 2017-ben egy hajléktalan táborban tűzet gyújtottak a közelben, amelynek következtében leégett hat ház.

## Éghajlat
| Hónap                         | Jan. | Feb. | Már. | Ápr. | Máj. | Jún. | Júl. | Aug. | Szep. | Okt. | Nov. | Dec. | Év   |
| ----------------------------- | ---- | ---- | ---- | ---- | ---- | ---- | ---- | ---- | ----- | ---- | ---- | ---- | ---- |
| Átlagos max. hőmérséklet (°C) | 19,0 | 20,0 | 21,0 | 23,0 | 23,0 | 26,0 | 28,0 | 29,0 | 28,0  | 26,0 | 22,0 | 20,0 | 23,8 |
| Átlagos min. hőmérséklet (°C) | 8,0  | 9,0  | 9,0  | 11,0 | 12,0 | 14,0 | 16,0 | 17,0 | 16,0  | 14,0 | 11,0 | 8,0  | 12,1 |
| Átl. csapadékmennyiség (mm)   | 108  | 125  | 95   | 23   | 9    | 3    | 1    | 4    | 8     | 15   | 36   | 60   | 486  |
| Forrás: Plantmaps.com         |      |      |      |      |      |      |      |      |       |      |      |      |      |

## Ismert személyek
- Jennifer Aniston, színésznő[5]
- Warner Baxter, színész[6]
- Arie és Rebecka Belldegrun, orvosok[7]
- Jack Benny, komikus
- Beyoncé, énekes-dalszerző, színésznő[8]
- Wilt Chamberlain, minden idők egyik legjobb kosárlabdázója, beiktatták a Naismith Memorial Basketball Hall of Fame-be[9]
- Glenn Cowan (1952–2004), asztalitenisz játékos[10]
- Clint Eastwood, színész, filmrendező[11]
- John Gilbert, színész[12]
- Alfred Hitchcock, filmrendező[13]
- Jay-Z, rapper[8]
- Mary Livingstone, színésznő és komikus
- Sondra Locke, színésznő, filmrendező[14]
- Joni Mitchell, énekes-dalszerző[15]
- Steven Mnuchin, az Egyesült Államok 77. pénzügyminisztere[16]
- Leonard Nimoy, színész, filmrendező, költő, énekes és fényképész[17]
- Chris Paul, kosárlabdázó[18]
- Ronald Reagan, az Egyesült Államok 40. elnöke és felesége, Nancy Reagan[19]
- Naty Saidoff, gyámánt kereskedő, ingatlan befektető, az Izraeli-Amerikai Tanács alapítótagja
- Darren Star, film producer, író[20]
- Elizabeth Taylor, színésznő (1982–2011)[21]
- Will Smith, színész